# ادانی پاور
ادانی پاور (انگلیسی: Adani Power) شرکت برق هندی است، که در سال ۱۹۹۶ توسط گروه ادانی تأسیس شد.